# 泗洪站
泗洪站，位于中华人民共和国江苏省宿迁市泗洪县梅花镇，是宿淮铁路上的火车站，建于2010年，由上海铁路局管辖。由于车站离县城较远，客流不高，2017年4月16日开始泗洪站停办客运业务。

## 車站周邊
- 泗洪县梅花中心医院
- 新扬高速公路
- 泗洪县梅花镇人民政府
- 中国邮政储蓄银行梅花营业所
- 泗洪县农村商业银行梅花支行
- 梅花实验小学
- 泗洪县梅花中学

## 歷史
- 建于2010年。

## 外部連結
- 中国铁路客户服务中心 （页面存档备份，存于）